# چکسلواکی
چکسلواکی (به چکی: Československo؛ به اسلواکی: Česko‑Slovensko) کشوری در اروپای مرکزی بود که بین سال‌های ۱۹۱۸ تا ۱۹۹۲ میلادی وجود داشت و در نهایت به دو کشور جمهوری چک و اسلواکی تقسیم شد.
این کشور در پایان جنگ جهانی اول، با فروپاشی امپراتوری اتریش-مجارستان و با الحاق چهار منطقه موراویا، بوهم، اسلواکی و بخشی از روتنیای کارپات تشکیل شد. مساحت این کشور در سال ۱۹۲۱ میلادی یعنی در ابتدای تأسیس ۱۴۰ هزار کیلومتر مربع و جمعیت آن ۱۳٫۶ میلیون نفر بود.
پیش از آغاز جنگ جهانی دوم، پس از واگذاری اجباری بخشی از سرزمین‌های خود به کشورهای همسایه از جمله مجارستان، در نهایت تمامی بخش غربی این کشور به‌عنوان تحت‌الحمایه زیر سلطه آلمان قرار گرفت و در بخش شرقی آن جمهوری مستقل اسلواکی ایجاد گردید. پس از پایان جنگ و شکست آلمان در سال ۱۹۴۵ میلادی، این کشور برای مدتی به اِشغال ارتش سرخ درآمد ولی در نهایت با روی کار آمدن حکومتی کمونیستی استقلال خود را بازیافت. بخش‌هایی از اراضی شرقی این کشور به اوکراین شوروی ملحق شد.
اکثریت مردم این منطقه را چک‌ها به همراه اقلیت قابل توجه آلمانی‌زبان‌ها تشکیل می‌دادند. در حالی‌که نیمه شرقی این کشور که از اسلواکی و روتنیا تشکیل می‌شد منطقه‌ای کوهستانی و کمتر توسعه‌یافته بود. این کشور جامعه‌ای چند قومیتی و چند زبانی داشت. در سال ۱۹۲۱ حدود ۵۰ درصد کشور را چک‌ها، حدود ۱۶ درصد اسلواک‌ها، بیش از ۲۲ درصد آلمانی، بیش از ۵ درصد مجار، حدود ۴ درصد روتنیایی، بیش از ۱ درصد یهودی و کمتر از ۱ درصد لهستانی بودند.

## تاریخ
تشکیل این کشور حاصل تلاش طولانی چک‌ها علیه حاکمان اتریشی خود بود. تمرکز صنایع امپراتوری اتریش-مجارستان در این کشور موجب می‌شد تا از نظر اقتصادی بهترین شرایط را در میان کشورهای جانشین حکومت خاندان هابسبورگ داشته باشد. این کشور در سال‌های بین دو جنگ جهانی از نظر سیاست خارجی متحد فرانسه بود و یک پیمان دفاع مشترک با رومانی و یوگسلاوی را به امضا رسانده بود. با این حال وجود قومیت‌های متعدد رقیب و ملی‌گرا که بازتابی از ضعف درونی امپراتوری هابسبورگ اتریش بود این کشور را به سوی بی‌ثباتی سوق داده بود. قانون اساسی ۱۹۲۰ این کشور که یک دولت کاملاً تمرکزگرا را پیش‌بینی کرده بود در حل مسئله اقلیت‌های قومی این کشور ناتوان بود. آلمانی‌ها، مجارها، اوکراینی‌زبان‌های روسینیا و حتی اسلواک‌ها به حکومت مرکزی اعتراض داشتند. همین مسئله موجب سقوط این کشور در سال ۱۹۳۸ شد. از سویی آلمانی‌ها خواهان الحاق مناطق مرزی آلمانی‌زبان معروف به سودتنلند به آلمان شده بودند، و اسلواک‌ها نیز خواهان خودمختاری بیشتری بودند. با تجزیه امپراتوری اتریش پس از جنگ جهانی اول، دو سرزمین چک و اسلواکی اختلافات مذهبی خود را ظاهراً کنار گذاشتند و با اتحاد باهم جمهوری چکسلواکی را تشکیل دادند. چکسلواکی در محاصره دو دولت دشمن؛ آلمان نازی که اتریش را هم به خاک خود ضمیمه کرده بود و مجارستان قرار داشت. قدرت‌های غربی تمایلی به درگیری با آلمان نداشتند و لهستان نیز رابطه خوبی با چکسلواکی نداشت. هیتلر با تهدید به جنگ مناطق آلمانی‌نشین را به تصرف خود درآورد و لهستان و مجارستان نیز بخش‌های دارای اقلیت مَجار و لهستانی را به تصرف خود درآوردند. دولت این کشور به چک-اسلواکی به سه واحد خودمختار بوهم و موراویا، اسلواکی و روسنیا تقسیم شد. با آغاز جنگ جهانی دوم آلمان بوهم و موراویا را به دولت تحت‌الحمایه خود تبدیل کرد، اسلواکی نیز به عنوان یک دولت متحد آلمان درآمد و روسنیا به مجارستان داده شد. پس از پایان جنگ جهانی حدود ۳ میلیون آلمانی از این کشور اخراج شدند و قراردادی برای انتقال مجارها به مجارستان و انتقال چک‌ها و اسلواک‌ها از آن کشور به چکسلواکی به امضا رسید.

## جغرافیا

نقشه زبانی چکسلواکی در سال ۱۹۳۰: صورتی پررنگ: چک، صورتی کم‌رنگ: اسلواک، آبی: آلمانی، زرد: اوکراینی، سبز: مجار

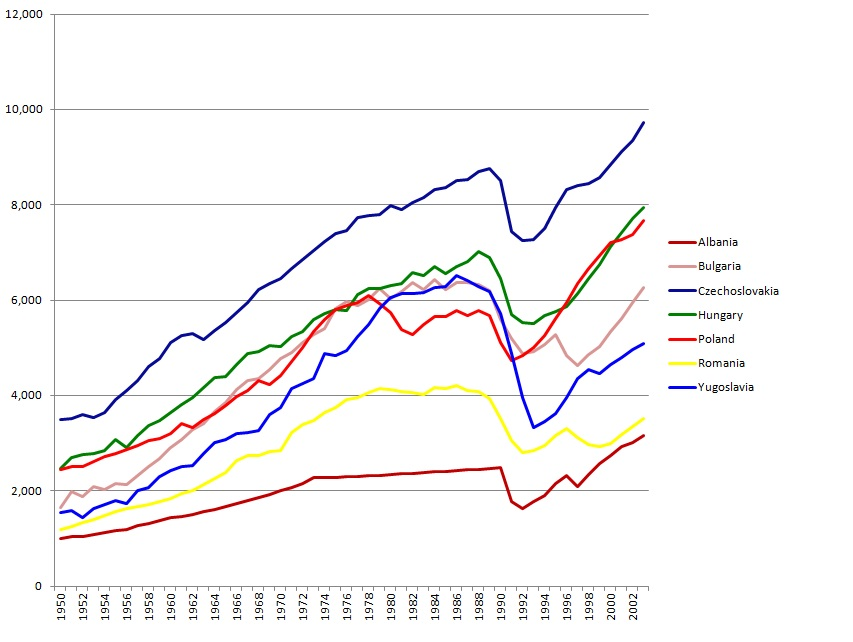
چکسلواکی در تمام دوران جنگ سرد بالاترین تولید سرانه را در بین کشورهای سوسیالیستی اروپای شرقی داشت.

چکسلواکی تا پیش از جنگ جهانی اول حدود ۱۴۰ هزار کیلومتر مربع وسعت و بیش از ۱۳ میلیون نفر جمعیت داشت و با آلمان، لهستان، اتریش، مجارستان، و رومانی همسایه بود. چکسلواکی پس از جنگ جهانی دوم از کشورهای کوهستانی اروپای مرکزی واقع بین آلمان و لهستان و اتریش و مجارستان و شوروی (اوکراین) که دارای ۱۲۷٬۹۰۰ کیلومتر مربع مساحت و ۱۵٬۶۰۰٬۰۰۰ نفر جمعیت بود. این کشور حکومت جمهوری داشت. پایتخت آن پراگ (پراها) بود و شهرهای معتبر و صنعتی این کشور برنو و پیلسن و براتیسلاوا نام داشتند.

## کشاورزی و صنعت
پایهٔ اقتصاد چکسلواکی بر کشاورزی و صنعت استوار بوده‌است. محصولات گندم، چغندرقند، کتان، شاهدانه و دیگر فراورده‌های کشاورزی در آن کشور بسیار و به حد وفور بوده‌است. این کشور منابع زغال‌سنگ، لینییت، آهن، مس، نقره و اُورانیوم داشت و در صنعت ذوب فلزات، فلزکاری، اسلحه سازی و نیز در صنایع مکانیکی ازقبیل ساخت اتومبیل و سایر وسایل نقلیهٔ موتوری، ماشین‌های نساجی و چرم‌سازی قوی و نیرومند و پرمایه بود و در ردیف ممالک صنعتی درجهٔ اول اروپا قرار داشت.

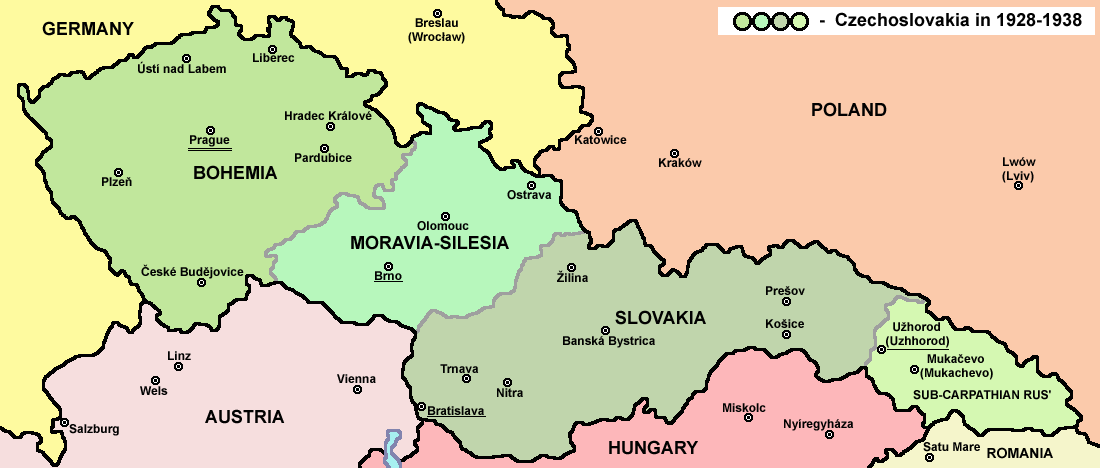
چکسلواکی پس از جنگ جهانی اول از چهار منطقه بوهم، موارویا، اسلواکی و روسینیا تشکیل می‌شد
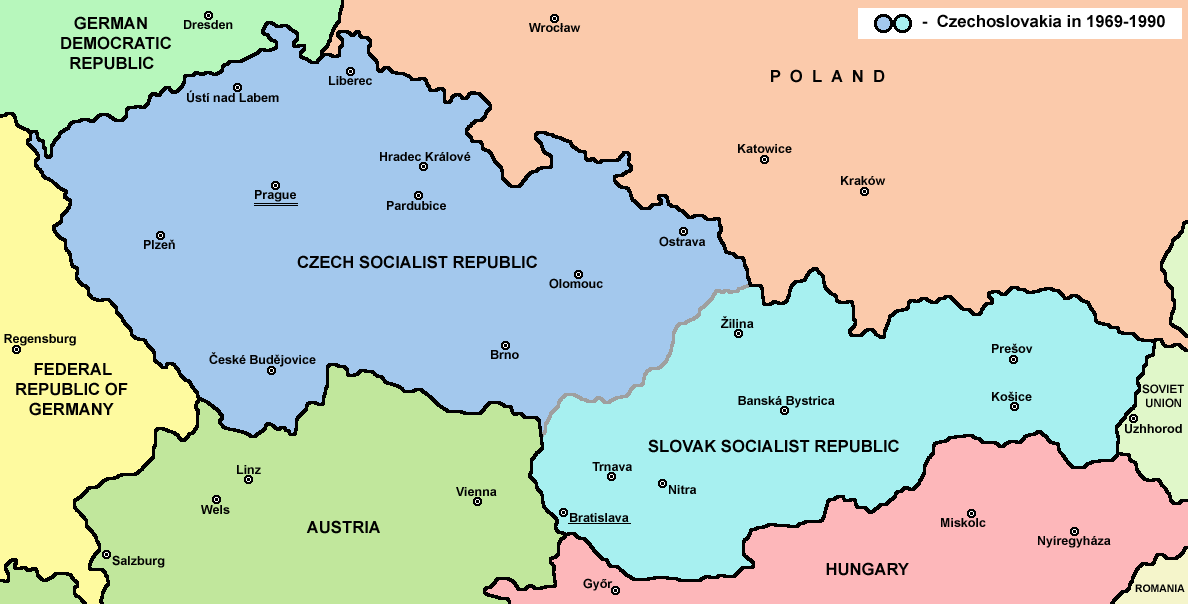
چکسلواکی پس از جنگ جهانی دوم از دو جمهوری چک و اسلواکی تشکیل می‌شد

## روسای جمهور چکسلواکی
- توماش مازاریک
- ادوارد بنش
- امیل هاخا
- کلمنت گوتوالد
- آنتونین زاپوتوسکی
- آنتونین نووتنی
- لودفیک سفوبودا
- گوستاو هوشاک
- واتسلاو هاول